# Willa Sopocki Belwederek
Willa Sopocki Belwederek – jedna z rezydencji położonych w Sopocie, mieszcząca się przy ul. Mickiewicza 34-36.
Architekt Heinrich Dunkel zaprojektował rezydencję, którą zrealizowano w 1922 przy ówczesnej Büllowallee, wraz z ogrodem. M.in. pełniła funkcję rezydencji konsula brytyjskiego w Gdańsku Erica Granta Cable (1926-1929) oraz komisarza Polskiej Delegacji Rady Portu i Dróg Wodnych w Gdańsku Józefa Poznańskiego (-1939).
Po II wojnie światowej władze ulokowały tutaj Ośrodek Kształcenia Kadr Partyjnych PZPR, następnie żłobek. Następnie stała się rezydencją zarządzaną przez wojewodę pomorskiego, pełniąc funkcje recepcyjne dla władz wojewódzkich i państwowych. Przebywał w niej m.in. Wojciech Jaruzelski. Swoją obecną nazwę „Sopockiego Belwederka” zyskała w 1991, gdy pełniła rolę oficjalnej rezydencji prezydenta elekta Lecha Wałęsy. W 2000 gościli w niej, m.in. była premier Wielkiej Brytanii Margaret Thatcher oraz Jan Nowak-Jeziorański. Niejednokrotnie swoich gości podejmowali mieszkający w Sopocie: prezydent Lech Kaczyński oraz premier Donald Tusk, jak też mieszkający w Gdańsku-Oliwie prezydent Lech Wałęsa oraz marszałek Maciej Płażyński.